# Androsfinge

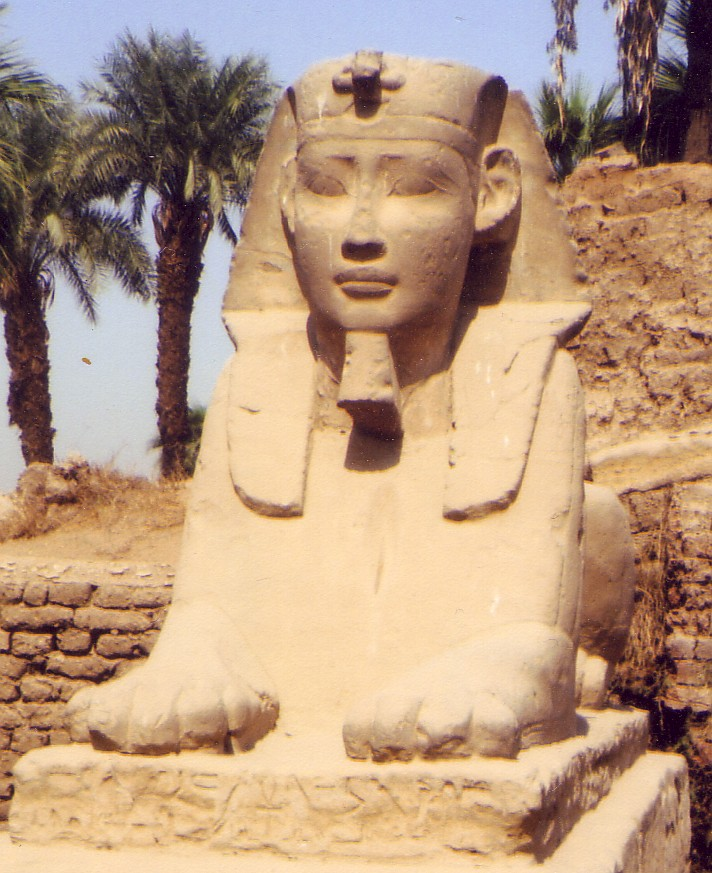
Tempio di Luxor, sfinge andricefala dinanzi all'entrata

L'androsfinge è un essere mitico assai rappresentato attraverso la scultura egizia. 
Ha testa umana, a volte porta un nemes, e il corpo è di leone, come nel caso della Grande Sfinge di Giza, l'androsfinge più famosa. L'androsfinge è talvolta dotata di ali d'uccello. 

## Androsfinge nella cultura moderna
Androsfinge, Ieracosfinge e Criosfinge sono anche i nomi di tre carte di Yu-Gi-Oh! (rispettivamente EP1-002, TLM-012, TLM-013).

## Galleria d'immagini

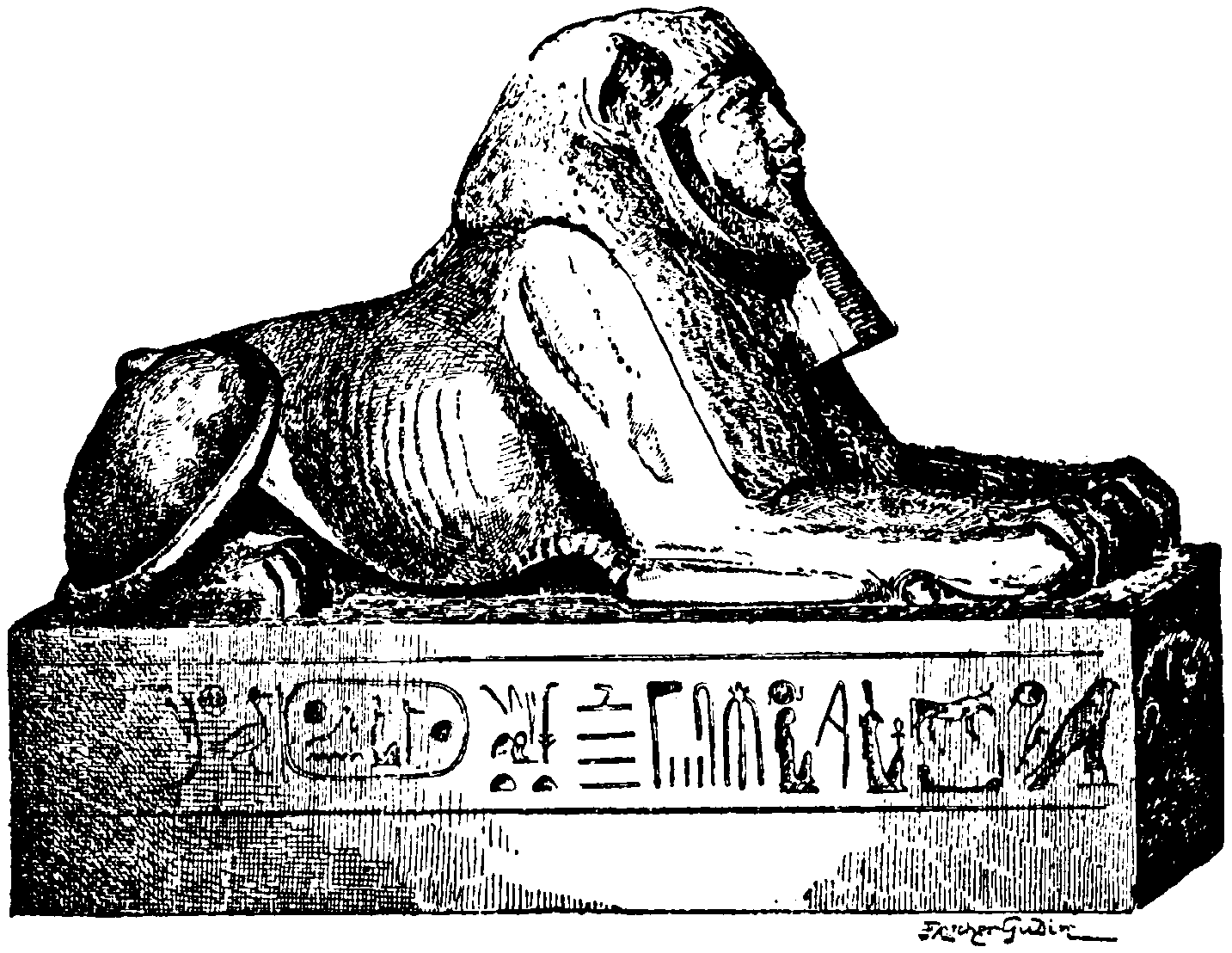
Un esempio di androsfinge
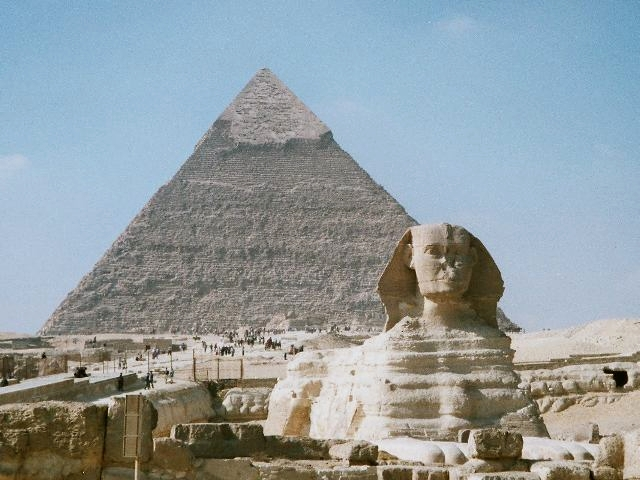
Sfinge di Giza
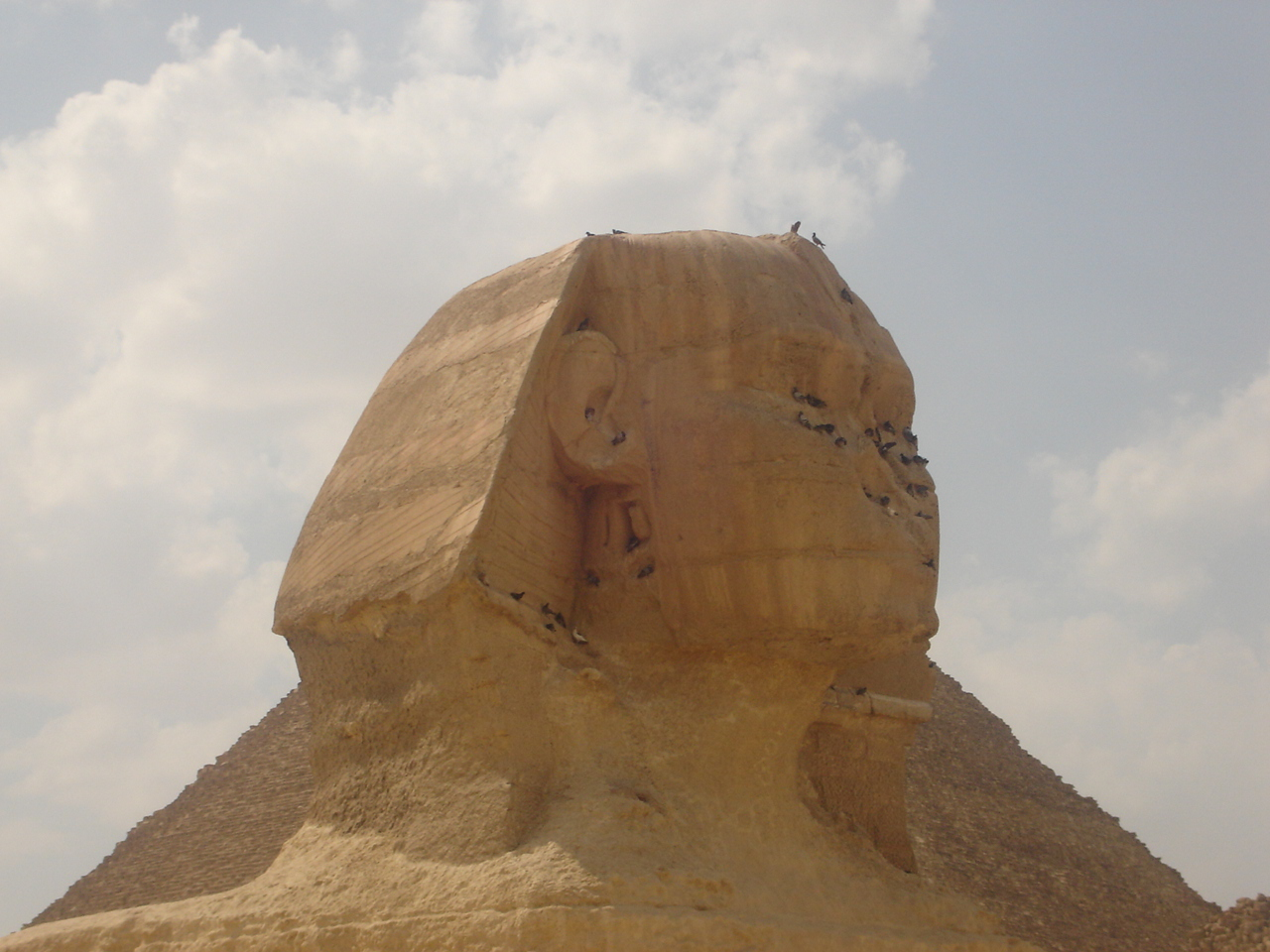
Sfinge di Giza